# Selecció alemanya de corfbol
La selecció alemanya de corfbol és dirigida per la Deutscher Turner Bund e.V (DTB) i representa Alemanya a les competicions internacionals de corfbol. La Federació alemanya té la seu a Karlsruhe.

## Història
| Campionat del Món |                      |                           |               |
| Any               | Campionat            | Seu                       | Classificació |
| 1978              | 1r Campionat del Món | Amsterdam (Països Baixos) | 3a plaça      |
| 1984              | 2n Campionat del Món | Anvers (Bèlgica)          | 3a plaça      |
| 1987              | 3r Campionat del Món | Makkum (Països Baixos)    | 5a plaça      |
| 1991              | 4t Campionat del Món | Anvers (Bèlgica)          | 4a plaça      |
| 1995              | 5è Campionat del Món | Nova Delhi (Índia)        | 6a plaça      |
| 1999              | 6è Campionat del Món | Adelaida (Austràlia)      | 4a plaça      |
| 2003              | 7è Campionat del Món | Rotterdam (Països Baixos) | 8a plaça      |
| 2007              | 8è Campionat del Món | Brno (República Txeca)    | 11a plaça     |
| 2011              | 9è Campionat del Món | Shaoxing (Xina)           | 9a plaça      |

| World Games |                 |                           |               |
| Any         | Campionat       | Seu                       | Classificació |
| 1985        | 2ns World Games | Londres (Anglaterra)      | 4a plaça      |
| 1989        | 3rs World Games | Karlsruhe (Alemanya)      | 3a plaça      |
| 1993        | 4ts World Games | The Hague (Països Baixos) | 3a plaça      |
| 1997        | 5ns World Games | Lahti (Finlàndia)         | 4a plaça      |
| 2005        | 7ns World Games | Duisburg (Alemanya)       | 4a plaça      |
| 2013        | 9ns World Games | Cali (Columbia)           | 8a plaça      |

| Campionat d'Europa |                       |                    |               |
| Any                | Campionat             | Seu                | Classificació |
| 1998               | 1r Campionat d'Europa | Portugal           | 6a plaça      |
| 2002               | 2n Campionat d'Europa | Catalunya          | 4a plaça      |
| 2006               | 3r Campionat d'Europa | Budapest (Hongria) | 4a plaça      |
| 2010               | 4t Campionat d'Europa | Països Baixos      | 4a plaça      |
| 2014               | 5è Campionat d'Europa | Portugal           | 10a plaça     |

## Equip actual
Selecció al Campionat del món 2011
| - Cornelia Busing - Jose Geerts - Katharina Holtkotte - Susanne Peuters - Linda Schiller - Anna Schulte - Ines Wahle - Miriam Klein |  | - Bjorn Baran - Rüdiger Dülfer - Johannes Kaesbach - Fabian Kloes - Hendrik Menker - Sven Müller - Fabian Rodenbach - Julian Schittkowski |